# Campionati mondiali di ginnastica moderna 1969
I IV Campionati mondiali di ginnastica moderna si sono svolti a Varna, in Bulgaria, dal 27 al 29 settembre 1969.

## Risultati
| Evento                          | Oro                                    | Argento                                                                                           | Bronzo                                                        |
| Individuale (cerchio)           | Marija Gigova Bulgaria 9,800           | Neška Robeva Bulgaria 9,700                                                                       | Ljubov' Sereda Unione Sovietica 9,650                         |
| Individuale (fune)              | Galima Šugurova Unione Sovietica 9,650 | Marija Gigova Bulgaria 9,600                                                                      | Ljubov' Sereda Unione Sovietica / Neška Robeva Bulgaria 9,550 |
| Individuale (libero)            | Marija Gigova Bulgaria 9,800           | Neška Robeva Bulgaria / Rumjana Stefanova Bulgaria 9,700                                          | --                                                            |
| Individuale (palla)             | Galima Šugurova Unione Sovietica 9,400 | Marija Gigova Bulgaria / Ljubov' Sereda Unione Sovietica 9,250                                    | --                                                            |
| Individuale (concorso completo) | Marija Gigova Bulgaria 38,450          | Neška Robeva Bulgaria / Ljubov' Sereda Unione Sovietica / Galima Šugurova Unione Sovietica 38,050 | --                                                            |
| Concorso a squadre              | Bulgaria 18,500                        | Unione Sovietica 18,300                                                                           | Cecoslovacchia 18,200                                         |

## Medagliere
| Pos. | Nazione          | Oro | Argento | Bronzo | Totale |
| 1    | Bulgaria         | 4   | 6       | 1      | 11     |
| 2    | Unione Sovietica | 2   | 4       | 2      | 8      |
| 3    | Cecoslovacchia   | 0   | 0       | 1      | 1      |